# 1945 în științifico-fantastic
- 1944 în științifico-fantastic — 1945 în științifico-fantastic — 1946 în științifico-fantastic

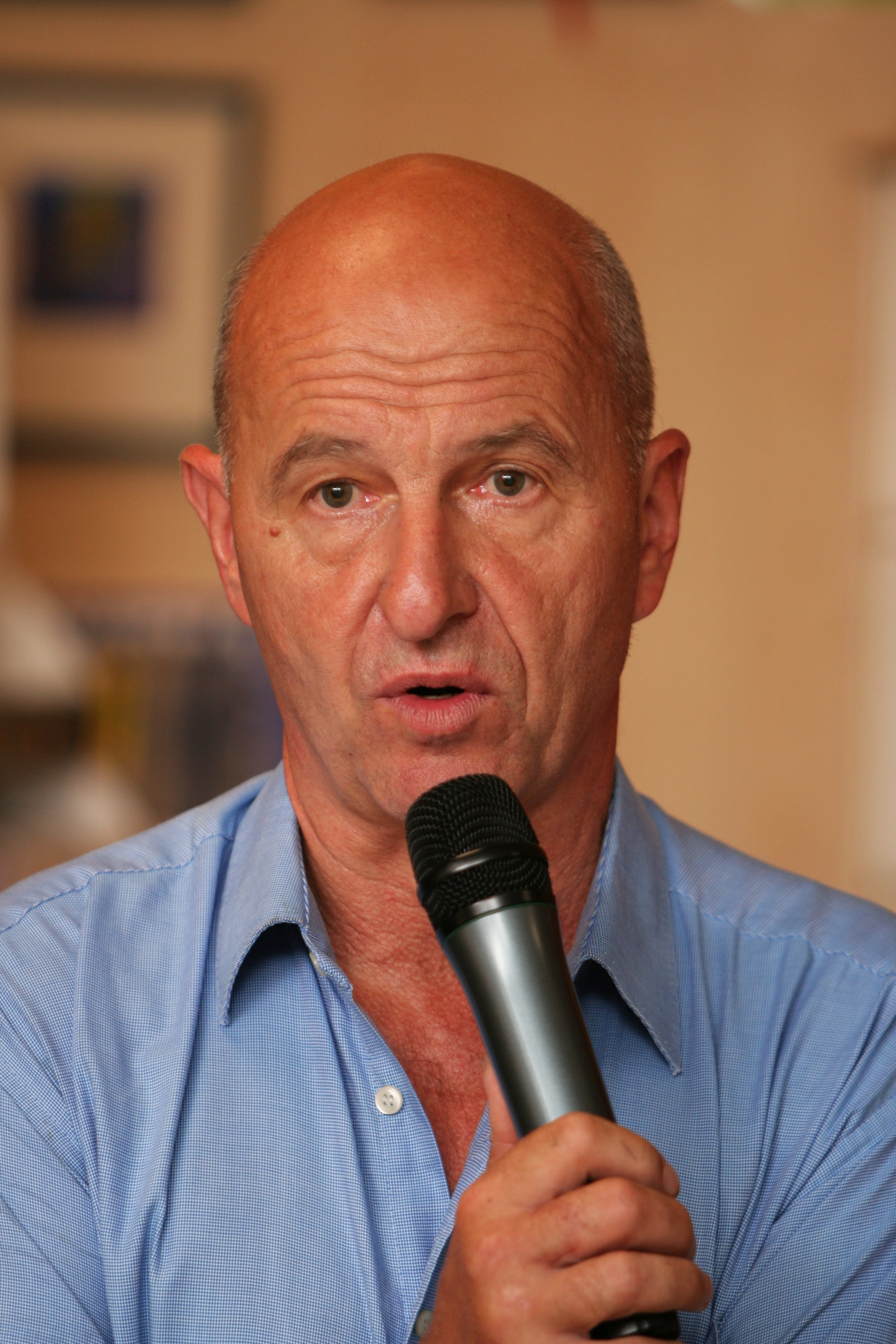
Ondřej Neff, scriitor ceh

1945 în științifico-fantastic a implicat o serie de evenimente:

## Nașteri și decese

### Nașteri
- David M. Alexander
- Michael BishopMichael Bishop
- Winfried Brunngraber
- Edward Bryant (d. 2017)
- Robert Olen Butler
- Harald Buwert
- Robert Chilson
- Jack Dann
- William C. Dietz
- David Drake
- Gordon Eklund
- Viktor Farkas (d. 2011)
- Christian Grenier
- M. John Harrison
- Dirk Hess
- Dean Koontz
- George Lucas
- Ugo Malaguti
- Bertil Mårtensson (d. 2018)
- Barbara Meck
- Nicholas Meyer
- Elizabeth Moon
- Ondřej Neff
- Pierre Pelot
- Charles Platt
- Pierfrancesco Prosperi
- Helmut Rellergerd
- William Sleator (d. 2011)
- Ian Stewart
- Jean Marie Stine
- Susanne U. Wiemer (d. 1990)
- Connie Willis
- George Zebrowski

### Decese
- Grigori Adamov (n. 1886)
- Miles J. Breuer (n. 1889)
- Hans Dominik (n. 1872)
- Malcolm Jameson (n. 1891)
- Georg Kaiser (n. 1878)
- Friedrich Kayssler (n. 1874)
- Walther Kegel (n. 1907)
- Maximilian Kern (n. 1877)
- David Lindsay (n. 1876)
- Friedrich Wilhelm Mader (n. 1866)
- Herbert Müller-Guttenbrunn (n. 1887)
- Colin Ross (n. 1885)
- Friedrich Thieme (n. 1862)
- Franz Werfel (n. 1890)
- Michelangelo von Zois (n. 1874)

## Cărți

### Romane
- Destiny Times Three de Fritz Leiber
- Ferma animalelor de George Orwell
- That Hideous Strength de C. S. Lewis

### Colecții de povestiri
- Number Seven, Queer Street de Margery Lawrence
- The Opener of the Way de Robert Bloch
- Something Near de August Derleth

### Povestiri
- „Escape!” de Isaac Asimov
- „First Contact” de Murray Leinster
- „Fundătura” de Isaac Asimov
- „Gâlceavă pe cer” de Fredric Brown
- „Giant Killer” de  A. Bertram Chandler
- „Uncommon Sense” de Hal Clement

## Filme
| Titlu                       | Regizor                                                   | Distribuție                                                         | Țara                       | Sub-Gen /Note  |
| --------------------------- | --------------------------------------------------------- | ------------------------------------------------------------------- | -------------------------- | -------------- |
| Manhunt of Mystery Island   | Spencer Gordon Bennet, Yakima Canutt, Wallace A. Grissell | Linda Stirling, Harry Strang, Tom Steele                            | Statele Unite ale Americii | Serial film    |
| The Man in Half Moon Street | Ralph Murphy                                              | Nils Asther, Helen Walker                                           | Statele Unite ale Americii |                |
| The Monster and the Ape     | Howard Bretherton                                         | Robert Lowery, Ralph Morgan, George Macready                        | Statele Unite ale Americii | serie de filme |
| The Purple Monster Strikes  | Spencer Gordon Bennet, Fred C. Brannon                    | Linda Stirling, Ken Terrell, Mary Moore                             | Statele Unite ale Americii | serie de filme |
| Strange Holiday             | Arch Oboler                                               | Griff Barnett, Claude Rains, Barbara Bates, Tommy Cook, Paul Hilton | Statele Unite ale Americii | [ 2 ] [ 3 ]    |
|                             |                                                           |                                                                     |                            |                |